# Municipio de Lake City (Arkansas)
Lake City Township es un municipio del condado de Craighead, Arkansas, Estados Unidos. Según el censo de 2020, tiene una población de 2494 habitantes.
Es una subdivisión exclusivamente geográfica, por cuanto el estado de Arkansas no utiliza la herramienta de los townships como Gobiernos municipales.

## Geografía
El municipio está ubicado en las coordenadas 35°49′09″N 90°27′05″O / 35.81917, -90.45139 (35.819296, -90.451415). Según la Oficina del Censo de los Estados Unidos, tiene una superficie total de 44.99 km², de la cual 44.07 km² corresponden a tierra firme y 0.92 km² están cubiertos de agua.

## Demografía
Según el censo de 2020, hay 2494 personas residiendo en la zona. La densidad de población es de 56.59 hab./km². El 91.22 % de los habitantes son blancos, el 1.68 % son afroamericanos, el 0.52 % son amerindios, el 0.32 % son asiáticos, el 1.28 % son de otras razas y el 4.89 % son de una mezcla de razas Del total de la población, el 2.77 % son hispanos o latinos de cualquier raza.